# Grizzlybär
Der Grizzlybär (Ursus arctos horribilis), seltener auch Graubär genannt, ist eine in Nordamerika lebende Unterart des Braunbären (Ursus arctos) aus der Familie der Bären (Ursidae). Ging man in früherer Zeit noch von zahlreichen verschiedenen Unterarten auf diesem Kontinent aus, so werden heute in der Regel alle dort lebenden Braunbären mit Ausnahme der Kodiakbären als Grizzlybären bezeichnet.

## Merkmale
Die Fellfärbung und die Größe dieser Tiere variieren in ihrem Verbreitungsgebiet. Der Begriff „grizzly“ (aus dem Englischen für „gräulich“) bezieht sich auf sein Oberfell, dessen Haare häufig an den Enden graue Spitzen aufweisen oder von hell zu dunkel changieren. Besonders Tiere in den Rocky Mountains weisen dieses Merkmal auf, das besonders stark an Rücken oder Schulterpartie ausgeprägt ist. Grizzlys können aber auch rotblond, gelbbraun, dunkelbraun oder fast schwarz gefärbt sein. Gelegentlich haben sie einen großen weißen Fleck auf der Brust, der sich kragenähnlich bis zu den Schultern hinziehen kann. Die Farbe des Fells hängt vor allem vom Lebensraum, im Speziellen von der Nahrung und vom Klima, ab. Nach dem Abwurf des Winterfells ist das neue Deckhaar regelmäßig dunkler. Kurz vor dem Wechsel des Sommerpelzes in den Winterpelz hat das Fell eine hellere, fast verblichen wirkende Tönung. Dies ist häufig bei Individuen der Fall, deren Grundfärbung braun oder blond ist.
Die Größe des Grizzlybären nimmt generell von Norden nach Süden ab (Bergmannsche Regel). Während die Tiere im Norden bis zu 680 Kilogramm wiegen können, sind sie im Süden mit 80 bis 200 Kilogramm bedeutend leichter. Überall sind die Männchen deutlich schwerer als die Weibchen, durchschnittlich um 80 %. Die Kopf-Rumpf-Länge der Grizzlybären beträgt 1,5 bis 2,5 Meter, sein Schwanz misst 10 bis 12 Zentimeter. Die Schulterhöhe liegt bei bis zu 1,5 Metern.
Der Körperbau entspricht dem der übrigen Bären, der Körper ist stämmig, die Gliedmaßen sind lang und kräftig. Die Füße tragen jeweils fünf nicht einziehbare Krallen. Wie alle Bären sind Grizzlys Sohlengänger. Der Schwanz ist ein kurzer Stummel, der Kopf ist massiv und rund. Wie alle Braunbären weist er einen Höcker am Nacken auf, der aus einer kräftigen Muskelmasse besteht. Diese braucht er, um seine Vordertatzen wirkungsvoll einzusetzen. Mit seinen Tatzen jagt er, fängt Lachse, wendet Steine zur Nahrungssuche und gräbt Höhlen. Neben dem Buckel am Nacken ist die stärker vom Kopf abgesetzte Schnauze ein Kennzeichen, das ihn vom oft gleichgefärbten Amerikanischen Schwarzbären unterscheidbar macht. Bei Schwarzbären ist außerdem die hellere Tönung um die Nase bis zur Schnauze hin ausgeprägter als bei Grizzlybären.
In freier Wildbahn können Grizzlys ein Alter von bis zu 30 Jahren erreichen.

## Verbreitung und Lebensraum

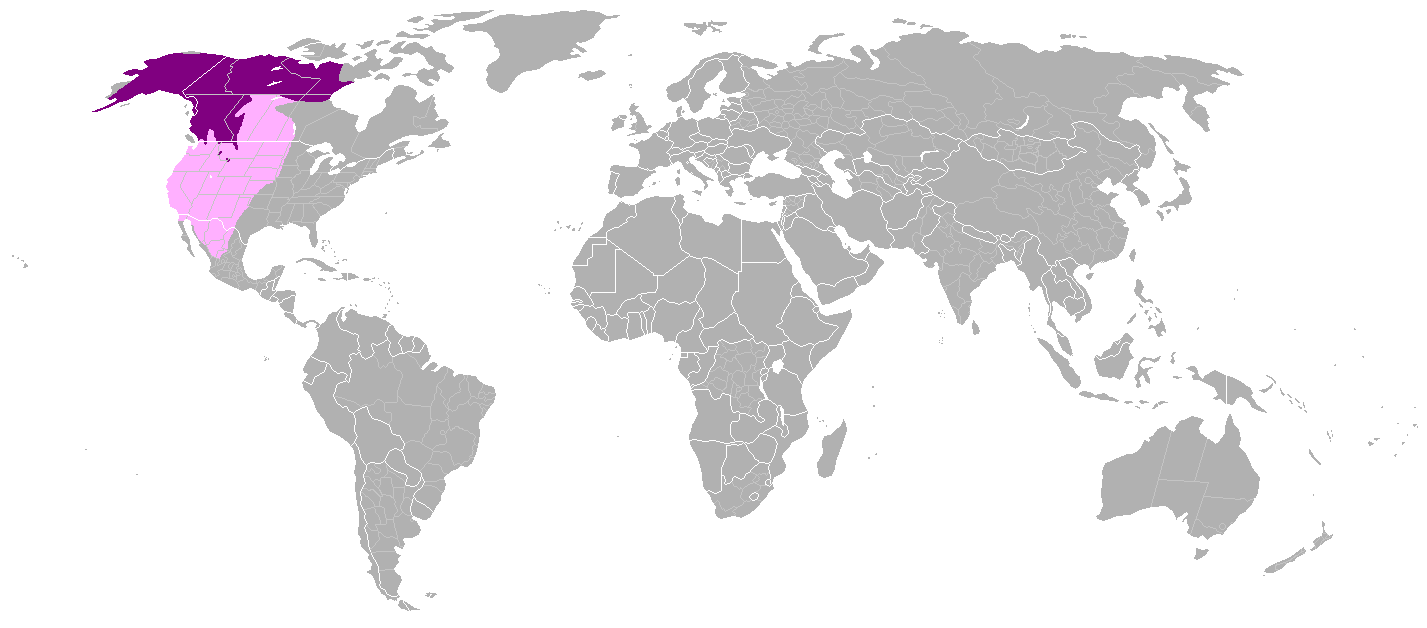
Ehemaliges (hell) und gegenwärtiges (dunkel) Verbreitungsgebiet des Grizzlybären

Das ursprüngliche Verbreitungsgebiet der Grizzlybären umfasst weite Teile des westlichen und mittleren Nordamerika. Er stammt von einer eurasischen, über die zeitweise trockene Beringstraße eingewanderten Braunbärenpopulation ab. Er verbreitete sich in Wäldern und der Tundra des ganzen Kontinents bis nach Mexiko. Wie weit sein Verbreitungsgebiet nach Osten reichte, ist unbekannt, Knochenfunde von der Halbinsel Labrador, aus Kentucky und Ohio deuten an, dass es weiter reichte als ursprünglich angenommen.
Der Rückgang der Populationen begann möglicherweise bereits, als die Indianer dank der von den Spaniern eingeführten Pferde ihre Jagdtechniken verfeinerten. Mit der großflächigen Besiedlung des Landes durch die Europäer ging dann ein drastischer Rückgang der Bestandszahlen und des Verbreitungsgebietes einher. Als wichtiges Rückzugsgebiet erwies sich der 1872 gegründete Yellowstone-Nationalpark. Im Kerngebiet der Vereinigten Staaten (den 48 zusammenhängenden Staaten ohne Alaska und Hawaii) leben heute zwischen 1100 und 1200 Tiere in mehreren isolierten Populationen im nordwestlichen Landesteil. Im Größeren Yellowstone-Ökosystem um den Yellowstone-Nationalpark und den angrenzenden Grand-Teton-Nationalpark leben über 500 Tiere, im Glacier-Nationalpark und seinem Umfeld zwischen 400 und 500, im US-amerikanischen Teil des Selkirkgebirges etwa 40–50, im Cabinet-Yaak-Gebiet an der Grenze zwischen Idaho und Montana etwa 30–40 und im nördlichen Kaskadengebirge um den North-Cascades-Nationalpark etwa fünf Tiere. In Kanada sind sie ebenfalls aus den mittleren Landesteilen verschwunden und kommen heute nur noch in British Columbia, dem westlichen Alberta und in den nördlichen Territorien vor. Im dünn besiedelten Alaska sind sie noch relativ häufig. Die heutige Gesamtpopulation wird auf rund 50.000 Tiere geschätzt.

## Lebensweise

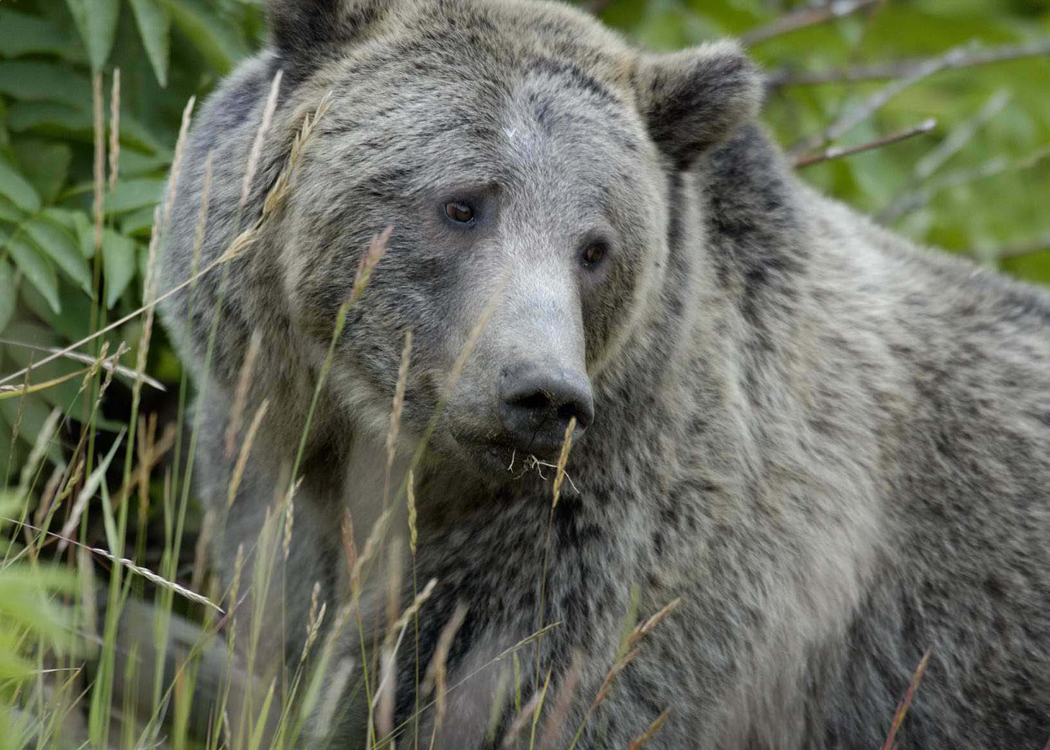
Grizzly im Yellowstone-Nationalpark

Grizzlybären sind normalerweise Einzelgänger und sowohl tag- als auch nachtaktiv. In Regionen, in denen sie nur selten mit Menschen zusammentreffen, nutzen Grizzlys häufig subalpine, offene Almen während des Tages zur Futtersuche und entfernen sich dabei weit von dichtem Buschwerk und Bäumen, die ihnen Sichtschutz geben können. Die besonders heißen Tageszeiten verschlafen sie. Ihren Aktionshöhepunkt haben sie in der Regel während der kühleren Tageszeiten und in der Dämmerung. Ein besonders üppiges Nahrungsangebot, wie es in beerenreichen Regionen oder an Flüssen während der Laichzeit der Lachse besteht, führt manchmal zur Ansammlung vieler Bären.
Trotz seines massigen Körperbaus kann der Grizzlybär eine Geschwindigkeit von über 60 km/h erreichen. Außer bei der Jagd bewegt er sich allerdings meist in gemächlichem Tempo. Normalerweise geht er auf allen vieren. Um einen besseren Überblick zu erlangen, kann er sich auf die Hinterbeine stellen und so auch einige Schritte gehen.
Grizzlys halten während der kalten Jahreszeit eine Winterruhe. Da die Körpertemperatur nur wenig zurückgeht und sie leicht aufzuwecken sind, spricht man nicht von einem echten Winterschlaf. Um sich darauf vorzubereiten, legen sie im Spätsommer und Herbst einen Fettvorrat an. In Zoos gehaltene Grizzlys sind häufig auch im Winter aktiv, wenn auch mit einer gewissen Lethargie. Die Winterruhe ist vor allem auf eine Reaktion auf ein vermindertes Nahrungsangebot und weniger auf die Kälte zurückzuführen. Berghänge, an denen Grizzlys ihre Winterhöhlen haben, haben in der Regel eine Neigung von 25 bis 45 Grad. In seltenen Fällen sind sie noch steiler. Grizzlybären nutzen häufig Hügel, die besonders dicke Schneedecken aufweisen.

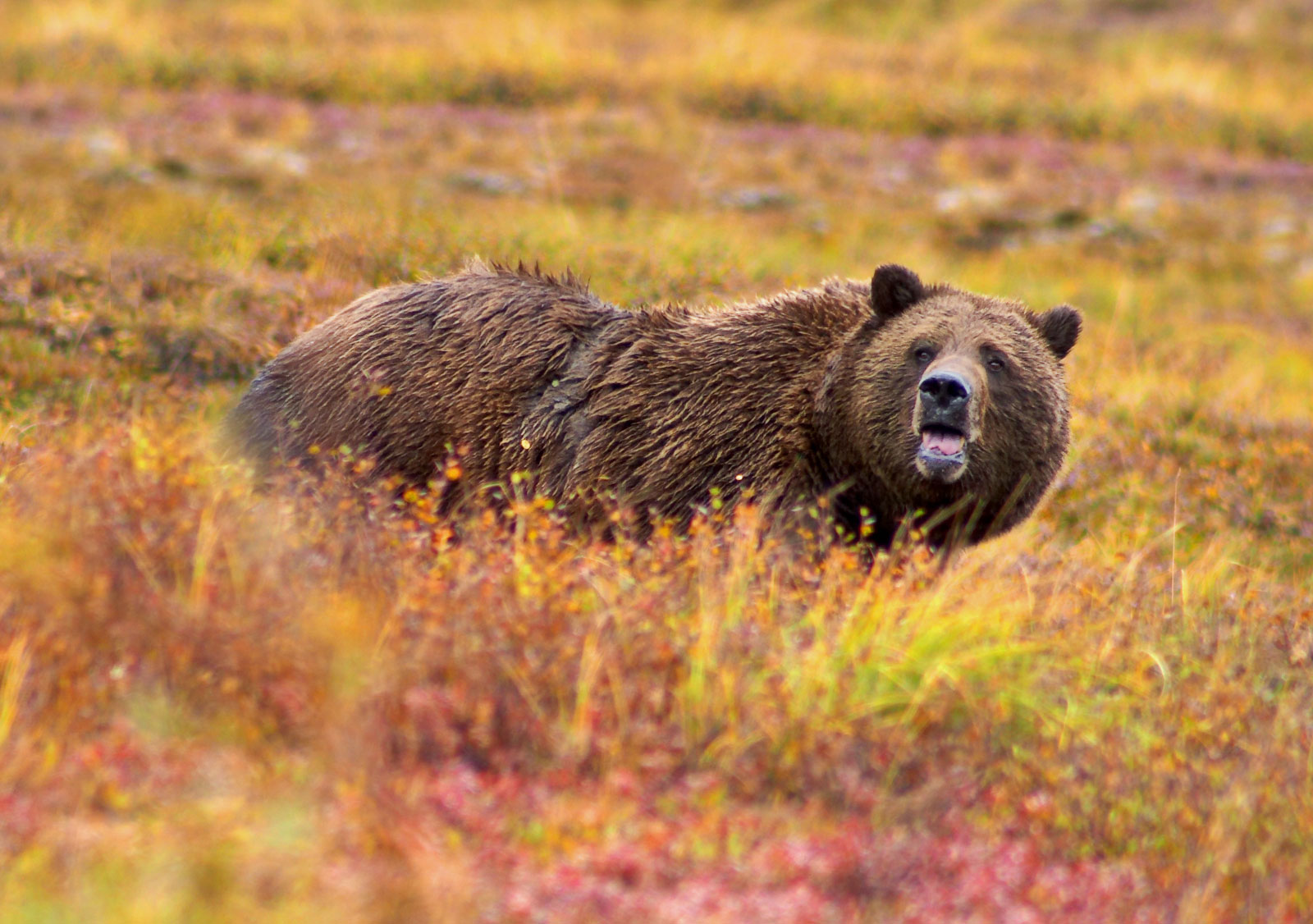
Grizzly im Denali-Nationalpark (Alaska)

## Nahrung
Grizzlybären sind wie die meisten Bären Allesfresser. An pflanzlicher Nahrung stehen Gräser, Kräuter, Schösslinge, Blüten, Wurzeln, Knollen, Nüsse und Pilze auf ihrem Speiseplan; im Sommer und Herbst machen Beeren einen wichtigen Bestandteil ihrer Nahrung aus. Bären haben zwar im Vergleich zu anderen Carnivoren einen verlängerten Darm, sie können aber im Vergleich zu Wiederkäuern nährstoffarme Pflanzen nur schlecht voll verwerten. Sie bevorzugen daher Pflanzen, die vollreif und leicht verdaulich sind. Im Frühjahr steht diese Nahrung noch nicht zur Verfügung. Grizzlybären fressen dann vor allem Pflanzenschösslinge und frische Triebe wie beispielsweise die der Prachthimbeere sowie Wurzeln. Eine große Rolle spielen zu dieser Zeit vor allem die Wurzeln verschiedener Süßkleearten. In vielen Teilen ihres Verbreitungsgebietes halten sich Grizzlys zu Beginn des Frühjahrs immer knapp unterhalb der Taulinie auf, um von diesem frischen Frühlingswuchs zu profitieren. Die Fettdepots, die zur Überwinterung notwendig sind, legen Grizzlybären jedoch erst im Sommer und Herbst an, wenn Beeren und Früchte reifen. Kanadische Büffelbeeren sind eine der Hauptnahrungsquellen in dieser Zeit.

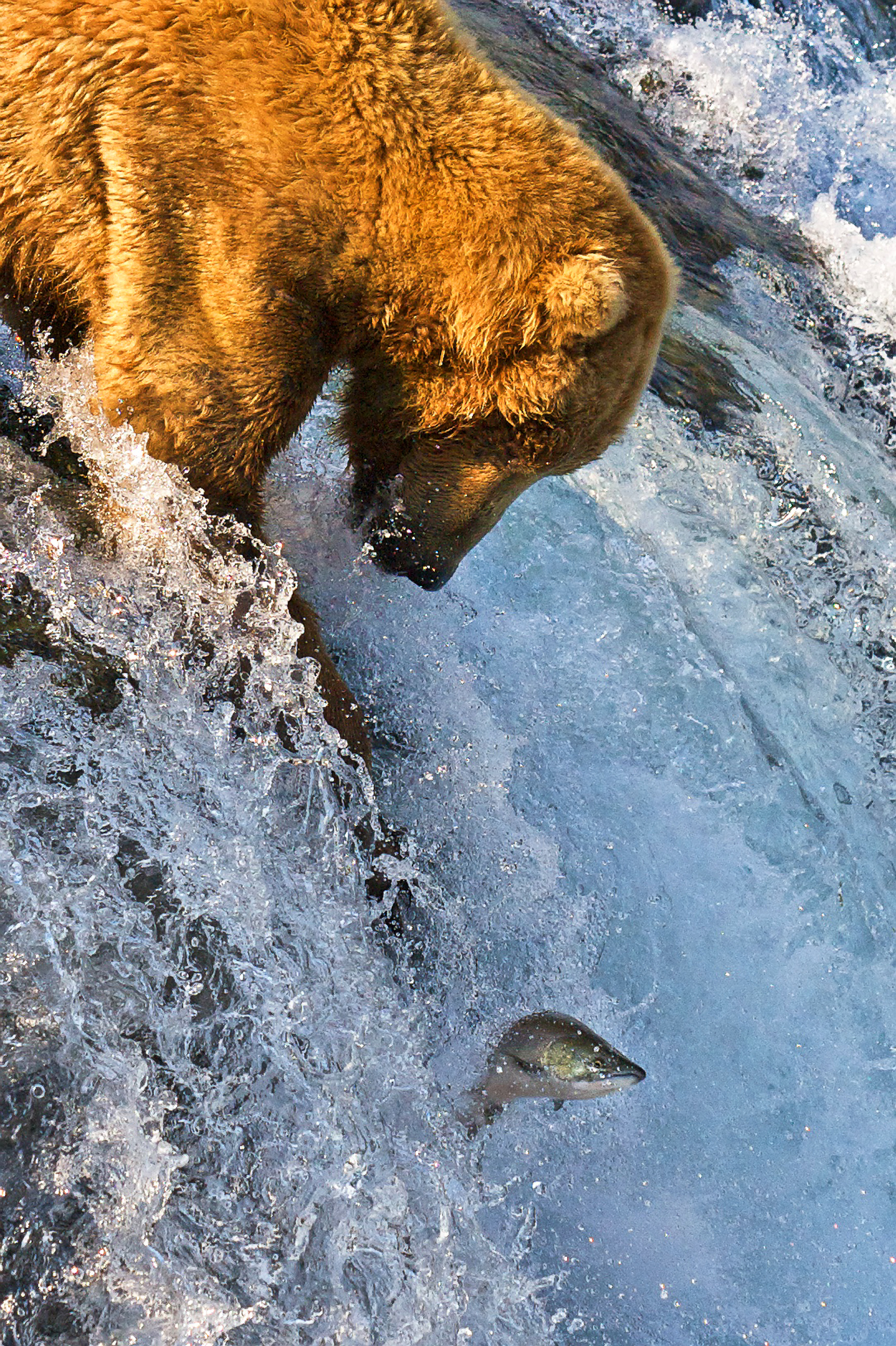
Grizzlys sind geschickt im Fischfang

An fleischlicher Nahrung nehmen sie unter anderem Insekten und deren Larven zu sich, die trotz ihrer geringen Größe eine erhebliche Rolle als Fett- und Proteinquelle spielen. Insbesondere in schlechten Beerenjahren fressen Grizzlybären während des Sommers große Mengen an Grillen, Heuschrecken, Schnecken sowie Ameisen und deren Larven. Auch Eulenfalter können eine große Rolle in der Ernährung spielen. So wurde 1972 eine Bärin mit drei Jungen beobachtet, deren Hauptnahrungsquelle über einen Zeitraum von vier Wochen aus diesen Faltern bestand, die sie unter Steinen hervorklaubten. Vögel und deren Eier sowie Nagetiere, beispielsweise Hörnchen, Lemminge, Taschenratten und Wühlmäuse spielen im Nahrungsspektrum des Grizzlybären eine größere Rolle als beim Amerikanischen Schwarzbären, da Grizzlys diese Beute leichter als Schwarzbären ausgraben können. In stärkerem Ausmaß als eurasische Braunbären jagen Grizzlys auch Großsäuger wie Elche, Karibus, Wapitis, Bisons, Weißwedelhirsche und Gabelböcke. Wo verfügbar, reißen sie manchmal Weidetiere wie Schafe, Ziegen und Rinder. Bei der Nahrungssuche spielt ihr ausgeprägter Geruchssinn eine große Rolle. Sie sind deshalb beispielsweise in der Lage, frisch geborene Hirschkälber aufzuspüren, die kaum Eigengeruch aufweisen. Sie verfügen außerdem über ein ausgezeichnetes Gehör und nehmen das Blöken eines Hirschkalbes noch über 500 Meter wahr.
Bei Grizzlybären, die an den Pazifikküsten des Nordens leben, machen Lachse während ihrer Laichwanderungen flussaufwärts einen bedeutenden Teil der Ernährung aus. Diese proteinreiche Nahrung ist vermutlich dafür verantwortlich, dass die Tiere im Norden bedeutend größer werden als ihre im Binnenland lebenden Artgenossen.

## Fortpflanzung

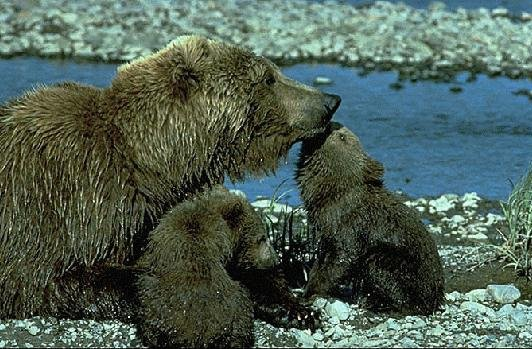
Grizzlybärin mit Jungen

Die Weibchen bringen etwa jedes zweite Jahr zwischen einem und vier, meist aber zwei Junge zur Welt. Die Paarungszeit ist im Juni und Juli. Die Embryos beginnen sich aber erst mit der Winterruhe im November oder Dezember zu entwickeln. Die Jungen kommen nach einer zweimonatigen Entwicklungszeit im Januar oder Februar zur Welt. Sie sind mit etwa 30 cm Körperlänge und mit durchschnittlich 350 g sehr klein. Im ersten Monat nach der Geburt sind die Babys blind und taub. Nach zwei bis drei Jahren verlassen sie ihre Mutter.
Grizzlybären sind eng mit den Eisbären verwandt und können mit diesen Nachkommen zeugen.

## Grizzlybär und Mensch
Schon die Indianer jagten und verehrten den Grizzly. Sein Fleisch wurde gegessen, sein Fell zu Kleidung und Decken verarbeitet und seine Krallen und Zähne als Ziergegenstände verwendet. Auch in der Mythologie und als Totemtier spielt der Bär bei vielen Stämmen eine wichtige Rolle.
Die europäischen Einwanderer sahen den Grizzly meist als Konkurrenten bei der Nahrungsbeschaffung und als potentielle Gefahr an. Diese Sicht sorgte für den drastischen Rückgang der Population nach Ankunft der weißen Siedler. Heute sind die Grizzlys vielerorts geschützt und ihre Populationsbestände stabil. Dank der Bestandszunahme auf etwa 500 Exemplare im Größeren Yellowstone-Ökosystem konnte die Art in diesem Verbreitungsgebiet Ende April 2007 aus der Liste der bedrohten Arten nach dem Endangered Species Act genommen werden. Bereits 2009 wies aber ein Bezirksgericht in Montana die Behörde an, den Grizzly wieder auf die Liste zu setzen. In vier weiteren Gebieten der Vereinigten Staaten bleibt die Population bedroht.
In den 1970er Jahren gewöhnten sich die Grizzlys – wie auch die Schwarzbären – im Yellowstone-Nationalpark an die Menschen und deren Nahrung. Sie fraßen Süßwaren wie Biscuits und Eiscreme, aber auch Grillabfälle. Es kam vermehrt zu Unfällen zwischen Menschen und den Bären. Nachdem der National Park Service eine Reihe von Maßnahmen eingeleitet hatte – zum Beispiel führte er geschlossene Abfalleimer sowie ein Fütterungsverbot ein und siedelte Bären um –, nahmen die Grizzlybären allmählich ihre urtümliche, wilde Lebensweise wieder an.

### Gefährdung des Menschen

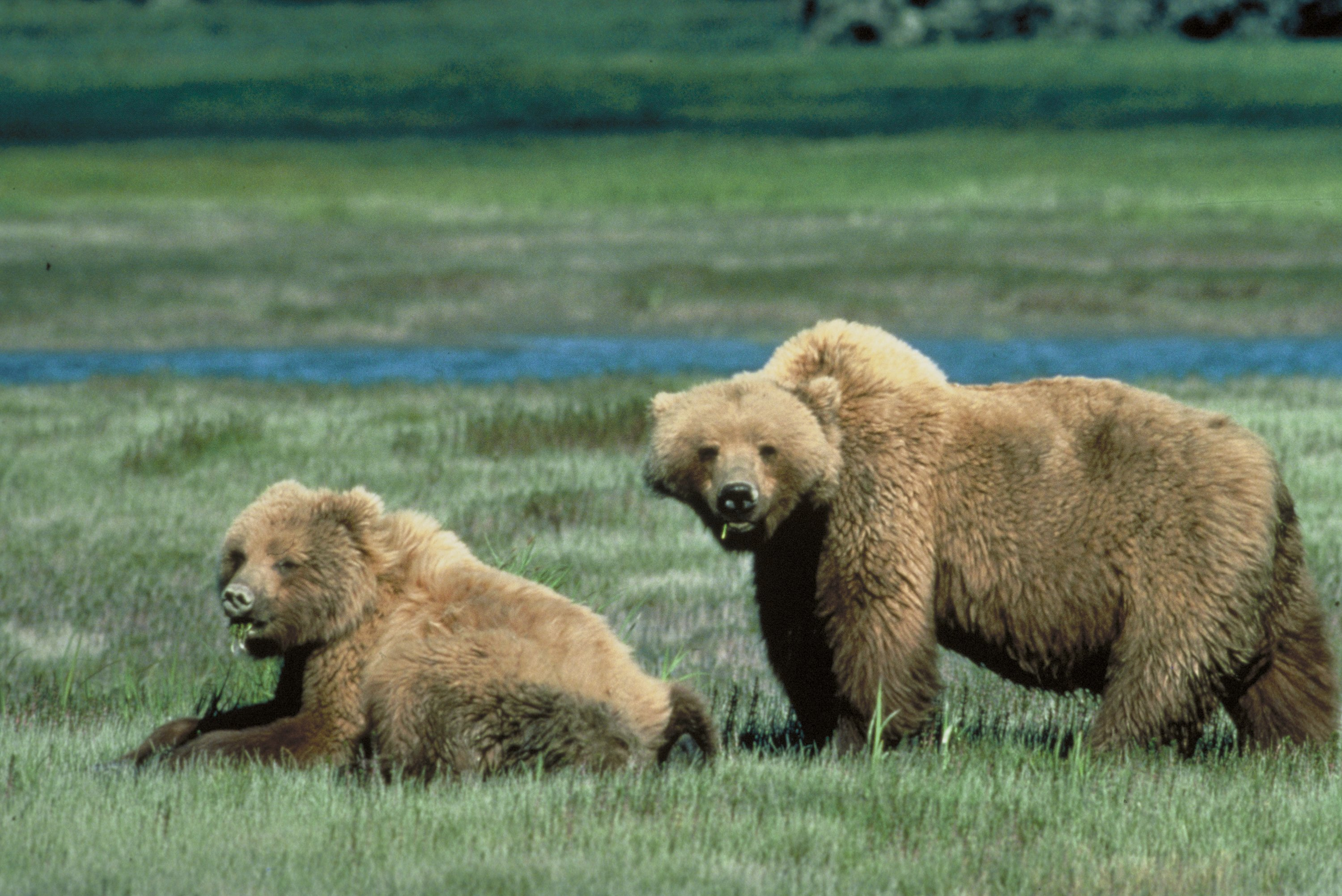
Grizzlybären

Durch seine große Kraft kann ein einziger Biss oder Tatzenhieb eines Grizzlybären beim Menschen schwere Verletzungen oder sogar den Tod verursachen. Für gewöhnlich ziehen sie sich aber zurück, wenn sie Menschen herankommen hören, weswegen es von den Nationalparkverwaltungen in Nordamerika empfohlen wird, sich geräuschvoll fortzubewegen. Dadurch kann auch verhindert werden, dass Grizzlybären sich erschrecken und deshalb angreifen. Trotzdem kommt es nahezu jedes Jahr zu vereinzelten Todesfällen; insbesondere bei Begegnungen mit verletzten Tieren, mit Weibchen, die Jungtiere bei sich haben, mit Tieren, die an Kadavern fressen, oder wenn der Mensch einen Hund mitführt.